# 1996년 텔레비전 애니메이션 목록
다음은 1996년에 방송된 텔레비전 애니메이션이다.

## 대한민국
| 제목          | 화수 | 방송 기간                   | 채널 | 비고                    |
| ------------- | ---- | --------------------------- | ---- | ----------------------- |
| 두치와 뿌꾸   | 26   | 1996년 1월 19일 ~ 7월 12일  | KBS2 |                         |
| 내일은 월드컵 | 1    | 1996년 2월 19일             | SBS  | 파일럿판                |
| 몬타나 존스   | 52   | 1996년 3월 4일 ~ 6월 3일    | MBC  | 한국·일본·이탈리아 합작 |
| 꼬비꼬비      | 13   | 1996년 8월 23일 ~ 11월 22일 | KBS2 | 2기                     |

## 일본
| 제목                            | 화수 | 방송 기간 | 채널               | 비고 |
| ------------------------------- | ---- | --------- | ------------------ | ---- |
| 시티헌터                        |      | 1996년    | 요미우리TV         |      |
| 게게게의 기타로                 |      | 1996년    | 후지TV             |      |
| 양동이에 밥                     |      | 1996년    | 요미우리TV         |      |
| 우리는 챔피언                   |      | 1996년    | 도쿄TV             |      |
| 명탐정 코난                     |      | 1996년    | 요미우리TV         |      |
| 바람의 검심                     |      | 1996년    | 후지TV             |      |
| 명견 래시                       |      | 1996년    | 후지TV             |      |
| 용사사령 다그온                 |      | 1996년    | 나고야TV           |      |
| 드래곤볼 GT                     |      | 1996년    | 후지TV             |      |
| 녹색의 마키바오                 |      | 1996년    | 후지TV             |      |
| 달의 요정 세일러문 세일러스타즈 |      | 1996년    | 아사히TV           |      |
| 천공의 에스카플로네             |      | 1996년    | 도쿄TV             |      |
| VS기사 라무네&40염              |      | 1996년    | 도쿄TV             |      |
| 최초의 인간 곤                  |      | 1996년    | NHK 제2위성        |      |
| 신데렐라이야기                  |      | 1996년    | NHK 제2위성        |      |
| 수색시대                        |      | 1996년    | 도쿄TV             |      |
| 아이들의 장난감                 |      | 1996년    | 도쿄TV             |      |
| 슬레이어즈 NEXT                 |      | 1996년    | 도쿄TV             |      |
| 쾌걸조로                        |      | 1996년    | NHK 제2위성        |      |
| 기동신세기 건담X                |      | 1996년    | 아사히TV           |      |
| B'T-X                           |      | 1996년    | TBS                |      |
| 소년 산타의 대모험              |      | 1996년    | TBS                |      |
| 지옥선생 누베                   |      | 1996년    | 아사히TV           |      |
| 버츄어 파이터                   |      | 1996년    | 도쿄TV             |      |
| 심술쟁이 할머니                 |      | 1996년    | 후지TV             |      |
| 여기는 잘나가는 파출소          |      | 1996년    | 후지TV             |      |
| 간바리스트! 슌                  |      | 1996년    | 요미우리TV         |      |
| 하리모구 하리                   |      | 1996년    | NHK교육            |      |
| 집 없는 아이 레미               |      | 1996년    | 후지TV             |      |
| 꽃보다 남자                     |      | 1996년    | 아사히TV           |      |
| 세이버 마리네오트 J             |      | 1996년    | 도쿄TV             |      |
| 기동전함 나데시코               |      | 1996년    | 도쿄TV             |      |
| 하멜의 바이올린                 |      | 1996년    | 도쿄TV             |      |
| 초자 라이덴                     |      | 1996년    | 도쿄TV             |      |
| 엘프를 지키는 자들              |      | 1996년    | 도쿄TV             |      |
| 마법천사 루비                   |      | 1996년    | 도쿄TV             |      |
| 우주 여행사 야트                |      | 1996년    | NHK교육            |      |
| 미소의 세상                     |      | 1996년    | TBS                |      |
| 체포하겠어                      |      | 1996년    | TBS                |      |
| 왕코로베                        |      | 1996년    | 도쿄메트로폴리탄TV |      |

## 참고 문헌
- 야마구치 야스오 (2005). 《일본 애니메이션 역사》. 미술문화. 248-249쪽.